# Obléhání Plzně (1618)
K obléhání Plzně došlo na počátku třicetileté války, nedlouho po druhé pražské defenestraci v roce 1618. Obléhání byla vůbec první významná bitva české revolty, ve které protestanti pod vedením generála Mansfelda oblehli velmi dobře opevněné město Plzeň. Plzeň nakonec padla do rukou protestantů.

## Předcházející události

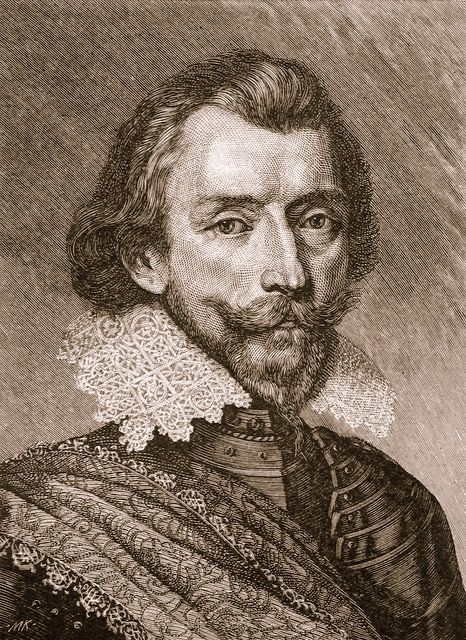
Petr Arnošt Mansfeld

Dne 23. května roku 1618 došlo k druhé pražské defenestraci a byla zpochybněna reálná moc korunovaného krále Ferdinanda II., když byli vyhozeni dva císařští místodržící z oken Pražského hradu. Poté se generálem českého vojska stal Jindřich Matyáš Thurn. Další vysoký důstojník, který pracoval pro české stavy, byl Petr Arnošt Mansfeld, který byl jmenován generálem dělostřelectva a který disponoval se svoji armádou, placenou z peněz Savojska a Benátské republiky.
Mezitím začali země Koruny české opouštět katoličtí šlechtici a duchovní, kteří se obávali perzekucí. Mnohá z opatství a nechráněných sídel byla evakuována a katoličtí utečenci z těchto míst odcházeli převážně do Plzně, odkud chtěli utéci dále z Čech. Plzeň byla v této době dobře opevněná a v případě nouze by se dala velmi snadno bránit. Problém byl, že obránci byli špatně vyzbrojení a neměli dostatek střelného prachu pro dělostřelectvo. Z tohoto důvodu se Mansfeld rozhodl jednat dříve než by Plzni přišly na pomoc posily a oblehl ji.

## V obležení
19. září dosáhla Mansfeldova armáda plzeňských předměstí. Obránci blokovali dvě brány a třetí byla bráněna další narychlo složenou skupinou. Protestanti byli příliš slabí na celkový útok na městskou pevnost, a proto se rozhodli nedobývat město ale oblehnout ho, jinými slovy nechat ho vyhladovět. 2. listopadu dorazilo protestantské dělostřelectvo, ale ráže ani počet děl nebyl dostatečný a ostřelování zdí mělo mizivý účinek. V této době již obráncům začaly docházet zásoby, ale oblehatelům přicházely stále nové zásoby a rekruti. Po nějakém čase obléhatelé prorazili hradební zeď. Následovalo několik hodin bojů muže proti muži a poté již Plzeň náležela oblehatelům.

## Následky
Po dobytí si Mansfeld vyžádal 120 000 zlatých guldenů jako válečné reparace a dalších 47 000 florinů za to, že Plzeň nevypálí. Nicméně, nedlouho poté státy Svaté říše římské spolčené do Katolické ligy uspořádaly tažení pod vedením maršála Buquoye a Maxmiliána Bavorského do Čech, které vedlo do Prahy. I přesto, že byla tato armáda napadána armádami nově zvoleného českého krále Fridricha I., tak se dostala k Praze a porazila české stavy na Bílé hoře. Mansfeld během této klíčové bitvy zůstal ležet ve „své“ Plzni.